# Distretto di Düziçi
Il distretto di Düziçi (in turco Düziçi ilçesi) è uno dei distretti della provincia di Osmaniye, in Turchia.